# Drew Commesso
Drew Commesso, född 19 juli 2002, är en amerikansk professionell ishockeymålvakt som är kontrakterad till Chicago Blackhawks i National Hockey League (NHL) och spelar för Rockford Icehogs i American Hockey League (AHL).
Han har tidigare spelat för Boston University Terriers i National Collegiate Athletic Association (NCAA) och Team USA i United States Hockey League (USHL).
Commesso spelade för det amerikanska ishockeylandskaget vid 2022 års olympiska vinterspel.
Han blev draftad av Chicago Blackhawks i andra rundan i 2020 års draft som 46:e spelare totalt.